# Aulonothroscus constrictor
Aulonothroscus constrictor là một loài bọ cánh cứng trong họ Throscidae. Loài này được Say miêu tả khoa học năm 1839.